# لاجئون فلسطينيون

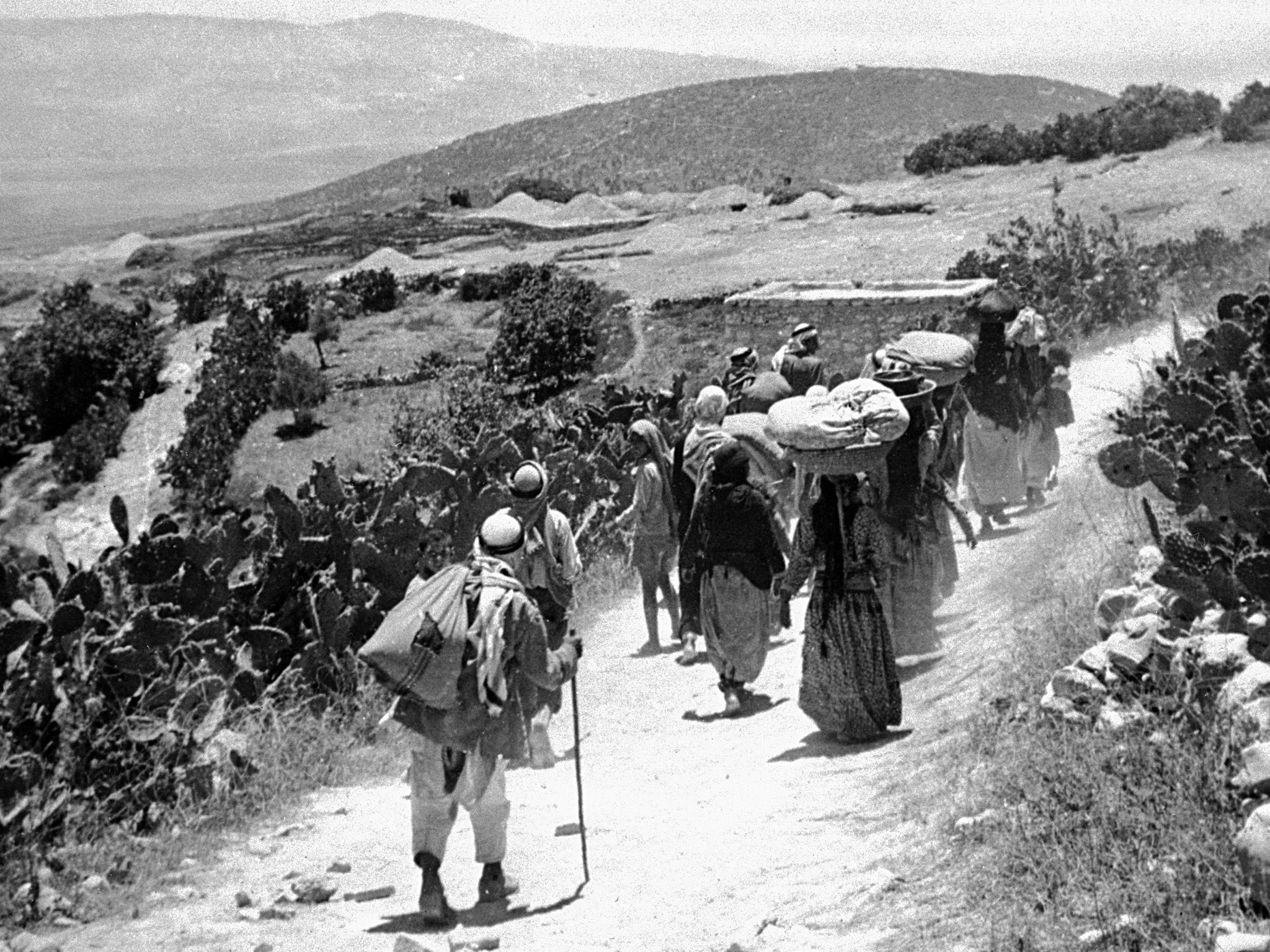
تهجير سكان قرية قومية قرب بيسان 1948

اللاجئون الفلسطينيون هم مواطنون في فلسطين الانتدابية، وحتى ذريتهم ضمن اللاجئين، الذين فروا أو طردوا من بلادهم على مدار حرب فلسطين 1947–1949 (الهجرة الفلسطينية عام 1948) وحرب 1967 (الهجرة الفلسطينية عام 1967). يعيش معظم اللاجئين الفلسطينيين في أو بالقرب من 68 مخيمًا للاجئين الفلسطينيين في الأردن ولبنان وسوريا والضفة الغربية وقطاع غزة. في عام 2019، سُجل أكثر من 5.6 مليون لاجئ فلسطيني لدى الأمم المتحدة.
في عام 1949، عرّفت وكالة الأمم المتحدة لإغاثة وتشغيل اللاجئين الفلسطينيين (أونروا) اللاجئين الفلسطينيين للإشارة إلى "لاجئي فلسطين" الأصليين وكذلك أحفادهم من نسبهم الأبي. غير أن المساعدة التي تقدمها الأونروا تقتصر على اللاجئين الفلسطينيين المقيمين في مناطق عمليات الأونروا في الأراضي الفلسطينية ولبنان والأردن وسوريا.
```
اعتبارا من عام 2019، كان أكثر من 5.6 مليون فلسطيني مسجلين لدى الأونروا كلاجئين، منهم أكثر من 1.5 مليون يعيشون في مخيمات تديرها الأونروا.
[
5
]
 لا يشمل مصطلح "اللاجئ الفلسطيني" الفلسطينيين النازحين داخليا،
[
6
]
 الذين أصبحوا مواطنين إسرائيليين، أو اليهود الفلسطينيين المشردين. ووفقا لبعض التقديرات، فإن ما يصل إلى  1,050,000-
[
7
]
1,380,000 شخص، ينحدرون من نازحين من فلسطين الانتدابية غير مسجلين بموجب ولايات الأونروا أو المفوضية السامية للأمم المتحدة لشؤون اللاجئين.
```

خلال حرب فلسطين عام 1948، فر أو طُرد نحو 700,000 فلسطيني عربي من ديارهم، أي 85 في المائة من مجموع السكان، إلى الضفة الغربية وقطاع غزة وإلى بلدان لبنان وسوريا والأردن. وتساعدهم الأونروا، هم وذريتهم الذين يحق لهم أيضا التسجيل، في 59 مخيمًا مسجلًا، أنشئت عشرة منها في أعقاب حرب الأيام الستة في عام 1967 للتعامل مع الموجة الجديدة من الفلسطينيين المهجرين. كما أنهم أقدم اللاجئين غير المستقرين في العالم، بعد أن كانوا تحت الحكم المستمر للدول العربية في أعقاب الحرب العربية الإسرائيلية عام 1948، والسكان اللاجئين في الضفة الغربية تحت الحكم الإسرائيلي منذ حرب الأيام الستة والإدارة الفلسطينية منذ عام 1994، وقطاع غزة تدار من قبل حركة المقاومة الإسلامية (حماس) منذ عام 2007.
واليوم، يعيش أكبر عدد من اللاجئين، أكثر من 2,000,000، في الأردن، حيث بحلول عام 2009 حصل أكثر من 90% من اللاجئين الفلسطينيين المسجلين لدى الأونروا على حقوق المواطنة الكاملة. ويتألف هذا الرقم بشكل حصري تقريبا من الفلسطينيين المنحدرين من الضفة الغربية. ومع ذلك، اعتبارا من كانون الأول/ديسمبر 2021، لا يزال الفلسطينيون الذين لهم جذور في قطاع غزة في مأزق قانوني. في عام 2021، قدر السياسي الأردني جواد عناني أن ما يقرب من 50% من سكان الأردن لديهم جذور فلسطينية في الضفة الغربية.  ويعيش حوالي 2,000,000 لاجئ آخر في الضفة الغربية وقطاع غزة، تحت الاحتلال والحصار الإسرائيليين. يعيش حوالي 500,000 لاجئ في كل من سوريا ولبنان على التوالي، وإن كان ذلك في ظل ظروف مختلفة جدا. بينما حافظ اللاجئون الفلسطينيون في سوريا على وضعهم كعديمي الجنسية، منحتهم الحكومة السورية نفس الحقوق الاقتصادية والاجتماعية التي يتمتع بها المواطنون السوريون. يجندون أيضًا في القوات المسلحة على الرغم من أنهم ليسوا مواطنين. يُرفض منح الجنسية أو الإقامة القانونية في بعض البلدان المضيفة، ولا سيما بالنسبة للاجئين الفلسطينيين في لبنان، حيث من شأن استيعاب الفلسطينيين أن يخل بتوازن طائفي دقيق. وبالنسبة للاجئين أنفسهم، تعني هذه الحالات أن حقوقهم قد تقلصت: لا حق في التصويت، وحقوق ملكية محدودة، والحصول على الخدمات الاجتماعية، وغيرها.
```
وفي 11 كانون الأول/ديسمبر 1948، اعتمدت الجمعية العامة للأمم المتحدة القرار رقم 194 الذي أكد 
حق الفلسطينيين في العودة إلى ديارهم
.
[
17
]
[
18
]
```

## التعاريف

### الأونروا
وكالة الأمم المتحدة لإغاثة وتشغيل اللاجئين الفلسطينيين في الشرق الأدنى (الأونروا) هي جهاز تابع للأمم المتحدة أنشئ حصرا لغرض مساعدة النازحين بسبب الصراع العربي الإسرائيلي، وتبلغ ميزانيته السنوية حوالي 600 مليون دولار. فهو يعرّف "اللاجئ الفلسطيني" بأنه شخص "كان مكان إقامته المعتاد فلسطين الانتدابية في الفترة بين حزيران/يونيو 1946 وأيار/مايو 1948، وقد فقد مساكنه وسبل عيشه نتيجة للصراع العربي -الإسرائيلي لعام 1948". ولدت حرب الأيام الستة عام 1967 موجة جديدة من اللاجئين الفلسطينيين الذين لا يمكن ضمهم إلى التعريف الأصلي للأونروا. واعتبارا من عام 1991، اعتمدت الجمعية العامة للأمم المتحدة قرارا سنويا يسمح بدخول لاجئي عام 1967 ضمن ولاية الأونروا. وتساعد الأونروا جميع "أولئك الذين يعيشون في منطقة عملياتها والذين يستوفون تعريف عملها، المسجلين لدى الوكالة والذين يحتاجون إلى المساعدة" وأولئك الذين أصبحوا لاجئين في البداية نتيجة لحرب الأيام الستة، بغض النظر عما إذا كانوا يقيمون في مناطق مصنفة كمخيمات للاجئين الفلسطينيين أو في مجتمعات دائمة أخرى.
مخيم اللاجئين الفلسطينيين هو "قطعة أرض تضعها الحكومة المضيفة تحت تصرف الأونروا لإيواء اللاجئين الفلسطينيين وإنشاء مرافق لتلبية احتياجاتهم". ويعيش نحو 1.4 مليون من اللاجئين الفلسطينيين المسجلين، ثلثهم تقريباً، في 58 مخيماً للاجئين تعترف بها الأونروا في الأردن ولبنان وسوريا وقطاع غزة والضفة الغربية. ولا يشمل تعريف الأونروا الوضع النهائي.
إن الأحفاد المسجلين للاجئي الأونروا الفلسطينيين، مثل حاملي "جواز سفر نانسين" و"شهادة الأهلية" (الوثائق الصادرة لأولئك الذين نزحوا بسبب الحرب العالمية الثانية) أو مثل لاجئي المفوضية السامية للأمم المتحدة لشؤون اللاجئين، يرثون نفس وضع اللاجئ الفلسطيني مثل والديهم الذكور. ووفقا للأونروا، فإن "أحفاد اللاجئين الفلسطينيين الذكور، بمن فيهم الأطفال بالتبني، مؤهلون أيضًا للتسجيل".
وكانت المفوضية السامية للأمم المتحدة لشؤون اللاجئين قد أحصت 90,000 لاجئ بحلول عام 2014.

### التعريفات الفلسطينية
يميز الفلسطينيون عدة فوارق تتعلق باللاجئين الفلسطينيين. يُعرّف لاجئي عام 1948 وذريتهم على نطاق واسع على أنهم "لاجئون" (laji'un). تنكر منظمة التحرير الفلسطينية، وخاصة أولئك الذين عادوا ويشكلون جزءا من السلطة الوطنية الفلسطينية، وكذلك سكان مخيمات اللاجئين الفلسطينيين في لبنان، هذا المصطلح، لأنه يعني ضمنا أنهم ضحية سلبية، ويفضلون الاسم الذاتي "العائدين". يطلق على أولئك الذين غادروا منذ عام 1967، وأحفادهم، اسم "النزيحون" أو "النازحين"، على الرغم من أن العديد منهم قد ينحدرون أيضًا من مجموعة عام 1948.

## أصل اللاجئين الفلسطينيين

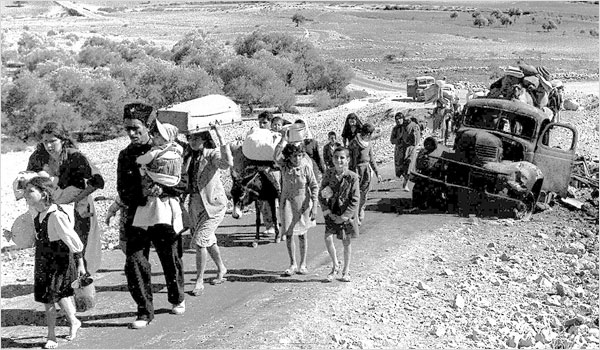
1948 Palestinian exodus – Palestine refugees making their way from Galilee in October–November 1948

وقد احتفظ معظم اللاجئين الفلسطينيين بوضعهم كلاجئين وما زالوا يقيمون في مخيمات اللاجئين، بما في ذلك داخل دولة فلسطين في الضفة الغربية وقطاع غزة. ويشكل أحفادهم جزءا كبيرا من الشتات الفلسطيني.

### اللاجئون الفلسطينيون من حرب فلسطين عام 1948
خلال حرب فلسطين عام 1948، فر أو طُرد حوالي 700,000 عربي فلسطيني من منازلهم أي 85 في المئة من السكان العرب الفلسطينيين من الأراضي التي احتلتها إسرائيل. كان حوالي 30,000 إلى 50,000 [بحاجة لمصدر] على قيد الحياة بحلول عام 2012.
أسباب ومسؤوليات الهجرة هي مسألة جدل بين المؤرخين والمعلقين على الصراع. بينما يتفق المؤرخون على معظم أحداث تلك الفترة، لا يزال هناك خلاف حول ما إذا كان النزوح نتيجة لخطة وضعت قبل الحرب أو أثناءها أو كان نتيجة غير مقصودة للحرب. وفقا للمؤرخ بيني موريس، فإن القيادة الصهيونية خططت للطرد وشجعته.
ووفقا لموريس، بين كانون الأول/ديسمبر 1947 وآذار/مارس 1948، فر حوالي 100,000 من عرب فلسطين. وكان من بينهم العديد من الطبقات العليا والمتوسطة من كل المدن. عندما اتخذت الهاجاناه ثم الجيش الإسرائيلي الناشئ موقفا هجوميًا، بين أبريل/نيسان ويوليو/تموز، غادر أو طرد ما بين 250 ألفا إلى 300 ألف عربي فلسطيني، معظمهم من مدن حيفا وطبريا وبيت شيان وصفد ويافا وعكا، التي فقدت أكثر من 90 في المائة من سكانها العرب. وقعت عمليات الطرد في العديد من البلدات والقرى، لا سيما على طول طريق بين تل أبيب والقدس وفي الجليل الشرقي. وقد طرد الجيش الإسرائيلي نحو 50,000-70,000 من سكان اللد والرملة باتجاه رام الله خلال عملية داني، ومعظم السكان الآخرين خلال عمليات الجيش الإسرائيلي في المناطق الخلفية منه. وخلال عملية ديكل، سُمح لعرب الناصرة والجليل الجنوبي بالبقاء في منازلهم. وهم يشكلون اليوم نواة السكان العرب الإسرائيليين. وفي الفترة من تشرين الأول/أكتوبر إلى تشرين الثاني/نوفمبر 1948، شن الجيش الإسرائيلي عملية "يوآف" لإخراج القوات المصرية من النقب وعملية "حيرام" لإخراج جيش التحرير العربي من الجليل الشمالي، حيث نفذ جنود جيش الاحتلال الإسرائيلي في أثنائهما ما لا يقل عن تسعة مذابح في العرب. أدت هذه الأحداث إلى نزوح جماعي من 200,000 إلى 220,000 عربي فلسطيني. هنا، فر العرب خوفا من الفظائع أو طُردوا إن لم يلوذوا بالفرار. بعد الحرب، من 1948 إلى 1950، أعاد الجيش الإسرائيلي توطين حوالي 30,000 إلى 40,000 عربي من المناطق الحدودية للدولة الإسرائيلية الجديدة.

## اللاجئون الفلسطينيون من حرب 1967
نتيجة لحرب الأيام الستة، فر أو طُرد حوالي 280,000 إلى 325,000 فلسطيني من الأراضي التي استولت عليها إسرائيل في حرب 1967، بما في ذلك القرى الفلسطينية المدمرة عمواس ويالو وبيت نوبا وصوريت وبيت عوا وبيت ميرسم وشيخوخ وجفتلك وأغاريث وحسيرات، و"إفراغ" مخيمات اللاجئين في عقبة جبر وعين السلطان.

### الهجرة الفلسطينية من الكويت (حرب الخليج)
حدث نزوح الفلسطينيين من الكويت أثناء حرب الخليج وبعدها. خلال حرب الخليج، فر أكثر من 200,000 فلسطيني طواعية من الكويت أثناء الاحتلال العراقي للكويت بسبب المضايقات والترهيب من قبل قوات الأمن العراقية، بالإضافة إلى طردهم من العمل من قبل شخصيات السلطة العراقية في الكويت. بعد حرب الخليج، ضغطت السلطات الكويتية بالقوة على نحو 200 ألف فلسطيني لمغادرة الكويت في 1991. كانت سياسة الكويت، التي أدت إلى هذا النزوح، ردا على اصطفاف الرئيس الفلسطيني ياسر عرفات ومنظمة التحرير الفلسطينية مع صدام حسين، الذي غزا الكويت في وقت سابق.
قبل حرب الخليج، كان عدد الفلسطينيين 400,000 من سكان الكويت البالغ عددهم 2.2 مليون نسمة. الفلسطينيون الذين فروا من الكويت مواطنون أردنيون. في عام 2013، كان هناك 280,000 مواطن أردني من أصل فلسطيني في الكويت. في 2012، كان 80 ألف فلسطيني (بدون الجنسية الأردنية) يعيشون في الكويت. في المجموع، هناك 360,000 فلسطيني في الكويت اعتبارا من 2012-2013.

### اللاجئون الفلسطينيون كجزء من أزمة اللاجئين السوريين
نزح العديد من الفلسطينيين السوريين نتيجة للحرب الأهلية السورية التي بدأت في عام 2011. وبحلول تشرين الأول/أكتوبر 2013، نزح 235,000 فلسطيني داخل سوريا نفسها، وفر 60,000 (إلى جانب 2.2 مليون سوري) من البلاد. بحلول مارس/آذار 2019، قدرت المفوضية أن 120,000 لاجئ فلسطيني فروا من سوريا منذ عام 2011، وبشكل أساسي إلى لبنان والأردن، ولكن أيضا إلى تركيا وأبعد من ذلك.
كانت هناك تقارير تفيد بأن الأردن ولبنان رفضا اللاجئين الفلسطينيين الذين يحاولون الفرار من الأزمات الإنسانية في سوريا. [بحاجة لمصدر] وبحلول عام 2013، كان الأردن قد استوعب 126 ألف لاجئ سوري، لكن الفلسطينيين الفارين من سوريا يوضعون في مخيم منفصل للاجئين، في ظل ظروف أكثر صرامة، ويمنعون من دخول المدن الأردنية.
كما يهاجر اللاجئون الفلسطينيون من سوريا إلى أوروبا طالبين اللجوء، وخاصة إلى السويد، التي عرضت اللجوء على أي لاجئ سوري يتمكن من الوصول إلى أراضيها، وإن كان ذلك ببعض الشروط. ويقوم الكثيرون بذلك من خلال إيجاد طريقهم إلى مصر والقيام بالرحلة عن طريق البحر. وفي تشرين الأول/أكتوبر 2013، زعمت الجبهة الشعبية لتحرير فلسطين – القيادة العامة أن حوالي 23,000 لاجئ فلسطيني من مخيم اليرموك قد هاجروا إلى السويد وحدها.

## إحصاءات اللاجئين
يختلف عدد اللاجئين الفلسطينيين حسب المصدر. بالنسبة للاجئين 1948-49 على سبيل المثال، تشير الحكومة الإسرائيلية إلى عدد منخفض يصل إلى 520،000 مقابل 850،000 من قبل نظرائهم الفلسطينيين.[بحاجة لمصدر] اعتبارًا من كانون الثاني/يناير 2015، تشير الأونروا إلى وجود ما مجموعه 5,149,742 لاجئا مسجلا، منهم 1,603,018 لاجئا مسجلين في المخيمات.
| بئر السبع               | 88  | 90,507  | 590,231   |
| بيسان                   | 31  | 19,602  | 127,832   |
| جنين                    | 6   | 4,005   | 26,118    |
| حيفا                    | 59  | 121,196 | 790,365   |
| الخليل                  | 16  | 22,991  | 149,933   |
| الرملة                  | 64  | 97,405  | 635,215   |
| صفد                     | 78  | 52,248  | 340,729   |
| طبريا                   | 26  | 28,872  | 188,285   |
| طولكرم                  | 18  | 11,032  | 71,944    |
| عكا                     | 30  | 47,038  | 306,753   |
| غزة                     | 46  | 79,947  | 521,360   |
| القدس                   | 39  | 97,950  | 638,769   |
| الناصرة                 | 5   | 8,746   | 57,036    |
| يافا                    | 25  | 123,227 | 803,610   |
| المجموع                 | 531 | 804,766 | 5,248,185 |
| Demography of Palestine |     |         |           |

وكان عدد لاجئي فلسطين المسجلين في الأونروا حسب البلد أو الإقليم في كانون الثاني/يناير 2015 على النحو التالي:
| الأردن        | 2,117,361 |
| قطاع غزة      | 1,276,929 |
| الضفة الغربية | 774,167   |
| سوريا         | 528,616   |
| لبنان         | 452,669   |
| المجموع       | 5,149,742 |

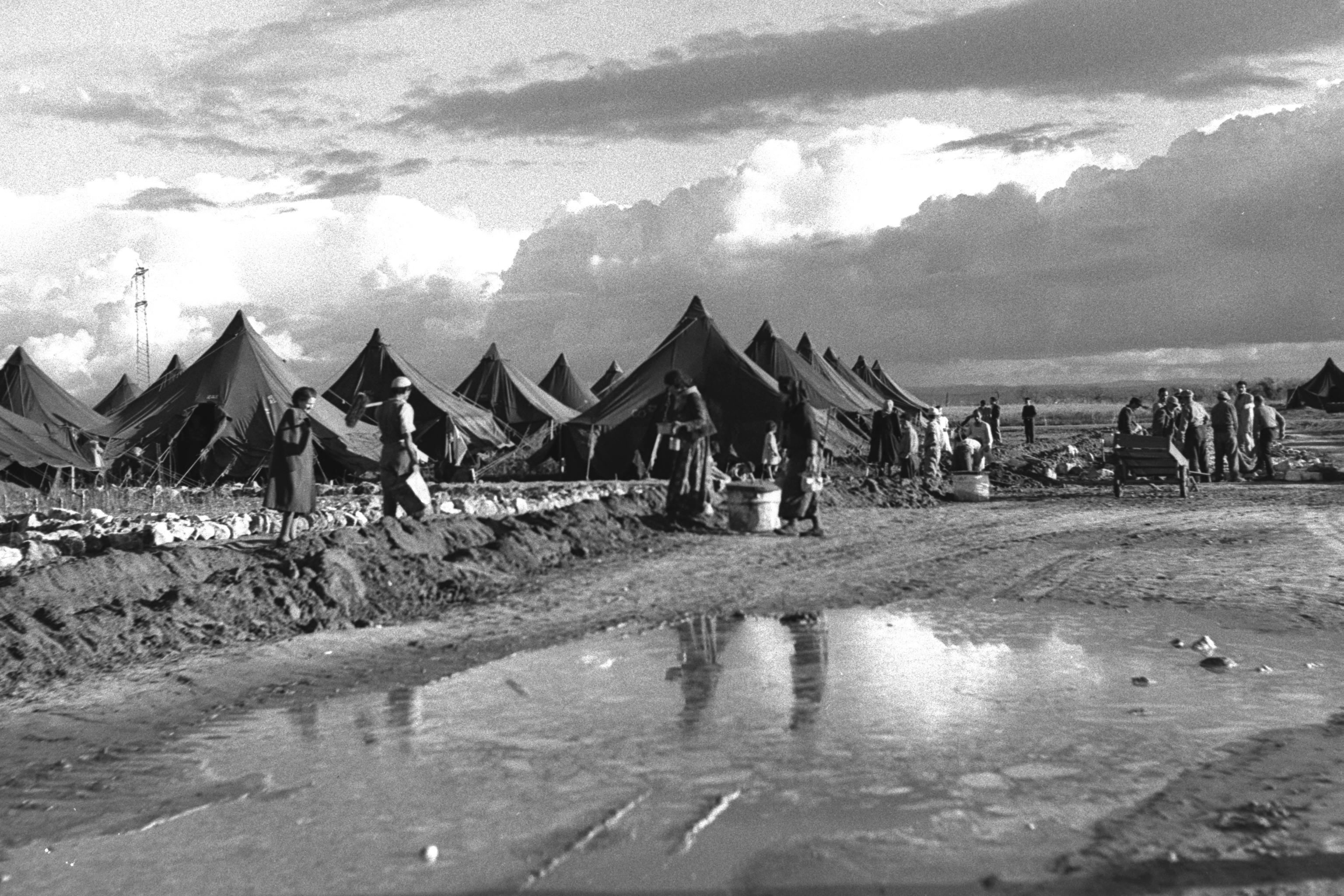
مخيم برديس حنا للمهاجرين للاجئين اليهود، 1956.

في سياق الصراع العربي الإسرائيلي، أعيد توطين اللاجئين اليهود في البداية في مخيمات اللاجئين المعروفة باسم مخيمات المهاجرين، المعبروت و"مدن التنمية" قبل استيعابهم في المجتمع الإسرائيلي. وعلى العكس من ذلك، لا يزال العديد من اللاجئين الفلسطينيين مستقرين في مخيمات اللاجئين الفلسطينيين، في حين تم استيعاب آخرين في المجتمع الأردني أو الأراضي الفلسطينية. منذ عام 1948، ضمنت دولة إسرائيل ذات السيادة اللجوء والمواطنة للاجئين اليهود، في حين لا تزال دولة فلسطين أعلنت نفسها غير قادرة على استيعاب اللاجئين الفلسطينيين، بسبب الافتقار إلى السيادة الفعلية على أراضيها المطالب بها. [بحاجة لمصدر]

### قطاع غزة
اعتبارا من يناير 2015، يوجد في قطاع غزة 8 مخيمات للاجئين تابعة للأونروا تضم 560,964 لاجئا فلسطينيا، و1,276,929 لاجئا مسجلا في المجموع، من أصل 1,816,379 نسمة. [بحاجة لمصدر]

### الضفة الغربية
اعتبارا من يناير/كانون الثاني 2015، يوجد في الضفة الغربية 19 مخيمًا للاجئين تابعين للأونروا مع 228,560 لاجئا فلسطينيا، و774,167 لاجئا مسجلا في المجموع، من أصل 2,345,107 نسمة. [بحاجة لمصدر]

### الأردن
"يعيش أكثر من 2 مليون لاجئ فلسطيني مسجل في الأردن. معظم اللاجئين فلسطينيين في الأردن، ولكن ليس كلهم، لديهم المواطنة الكاملة"، بعد ضم الأردن واحتلاله للضفة الغربية. والنسبة المئوية للاجئين الفلسطينيين الذين يعيشون في مخيمات اللاجئين مقارنة بأولئك الذين استقروا خارج المخيمات هي أدنى نسبة بين جميع أقاليم عمليات الأونروا. ويسمح للاجئي فلسطين بالوصول إلى الخدمات العامة والرعاية الصحية، ونتيجة لذلك، أصبحت مخيمات اللاجئين أشبه بضواحي المدن الفقيرة أكثر من كونها مخيمات للاجئين. وانتقل معظم لاجئي فلسطين من المخيمات إلى أجزاء أخرى من البلاد، وبلغ عدد الأشخاص المسجلين في مخيمات اللاجئين في كانون الثاني 2015 385,418 شخصا يعيشون في عشرة مخيمات للاجئين. وتسبب هذا في قيام الأونروا بتقليص الميزانية المخصصة لمخيمات اللاجئين الفلسطينيين في الأردن. كتب كبير محامي الأونروا السابق جيمس ج. ليندسي في عام 2009: في الأردن، حيث يعيش 2 مليون لاجئ فلسطيني، جميعهم باستثناء 167,000 يحملون الجنسية، وهم مؤهلون تماما للحصول على الخدمات الحكومية بما في ذلك التعليم والرعاية الصحية. ويشير ليندسي إلى أن إلغاء الخدمات المقدمة للاجئين الذين يدعم الأردن احتياجاتهم "من شأنه أن يقلل من قائمة اللاجئين بنسبة 40%".
الفلسطينيون الذين انتقلوا من الضفة الغربية (سواء كانوا لاجئين أم لا) إلى الأردن، تصدر لهم بطاقات هوية صفراء لتمييزهم عن الفلسطينيين في "مخيمات اللاجئين العشر الرسمية" في الأردن. من عام 1988 إلى عام 2012، سُحبت الجنسية الأردنية من آلاف الفلسطينيين الذين يحملون بطاقة هوية صفراء. وقدرت هيومن رايتس ووتش أن نحو 2700 فلسطيني جردوا من الجنسية الأردنية بين عامي 2004 و2008. في 2012، وعدت الحكومة الأردنية بالتوقف عن سحب الجنسية من بعض الفلسطينيين، وأعادت الجنسية إلى 4500 فلسطيني كانوا قد فقدوها سابقًا.

### لبنان

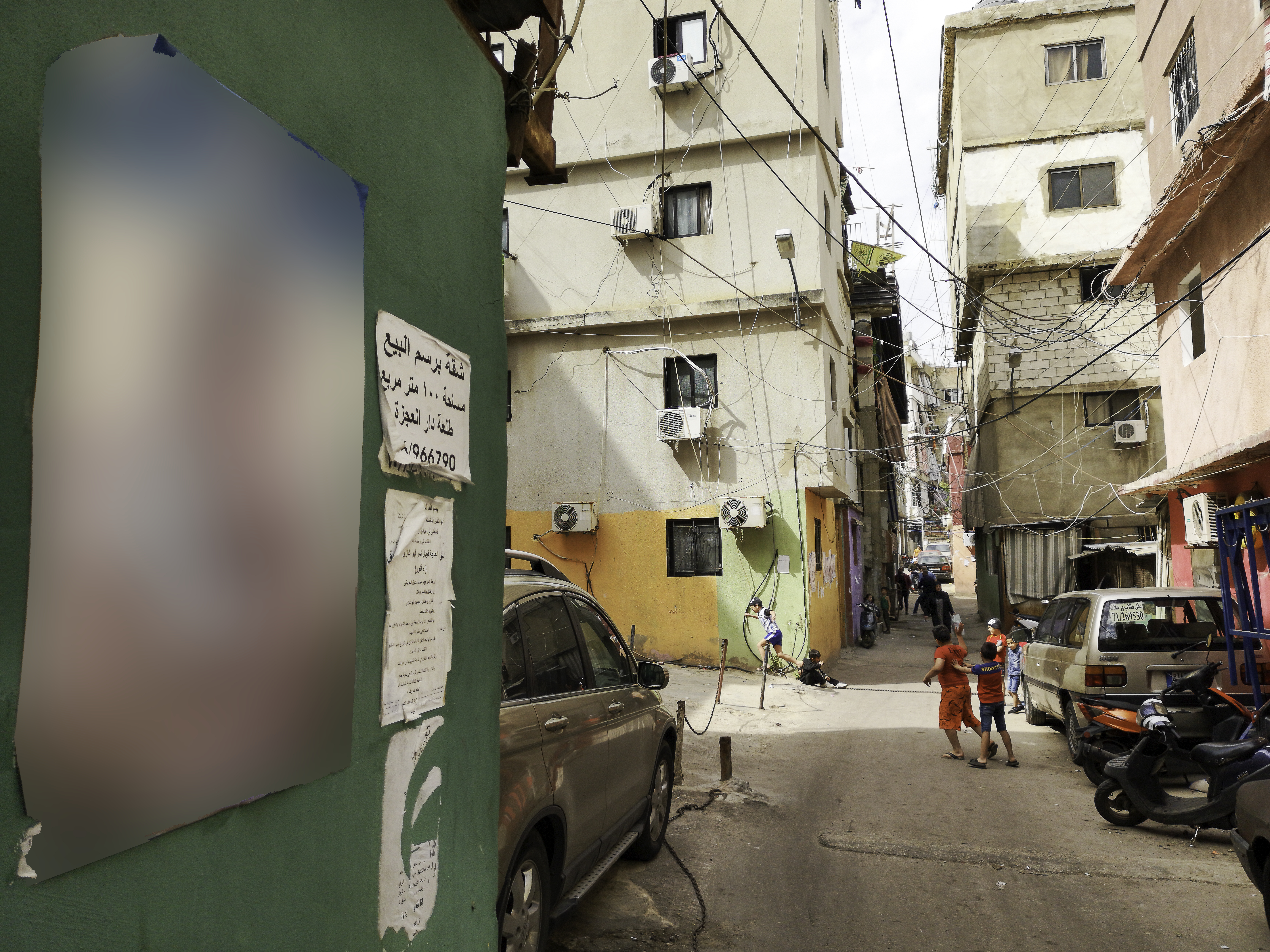
مخيم شاتيلا للاجئين على مشارف بيروت في أيار 2019

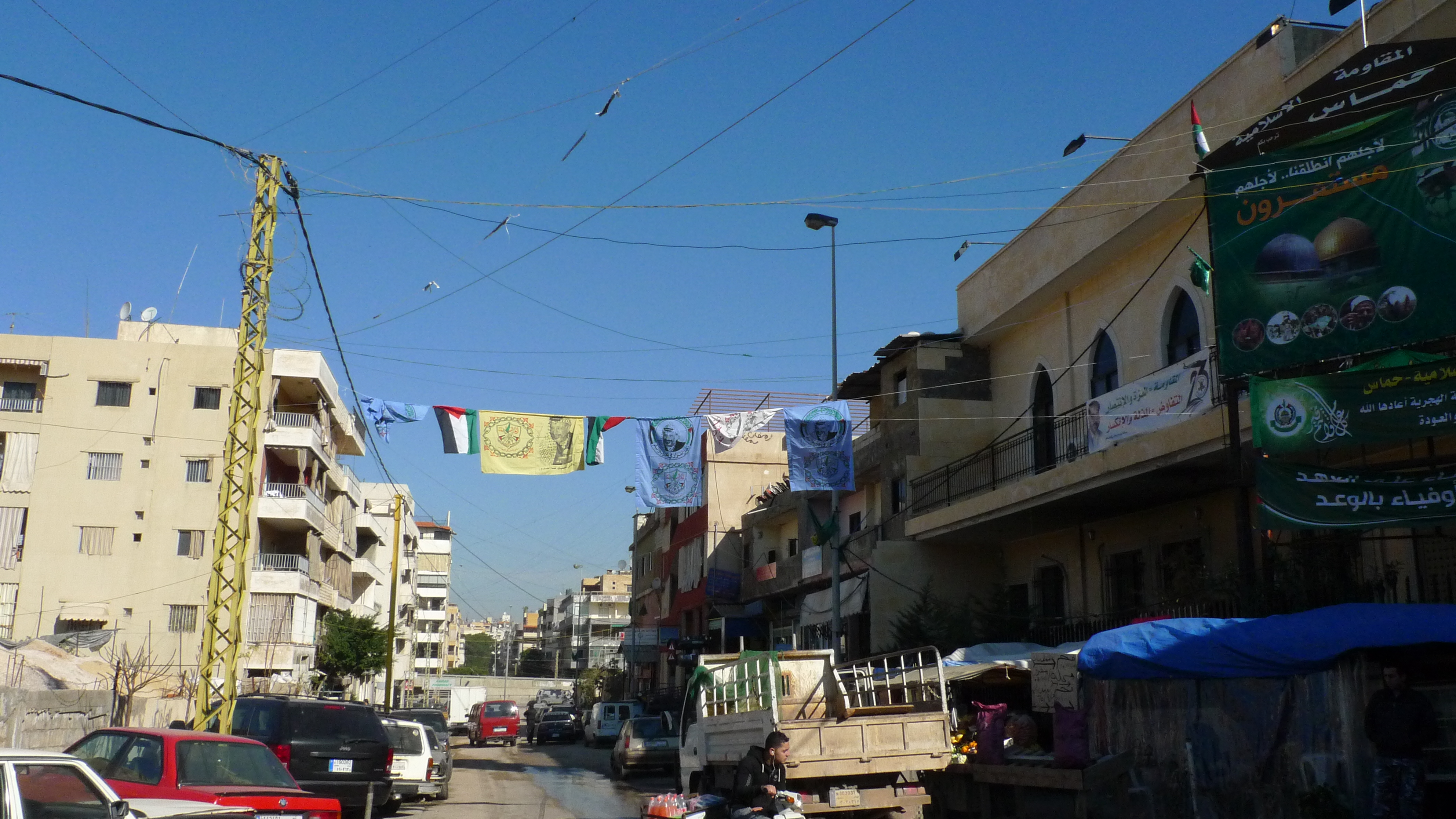
مدخل مخيم برج البراجنة للاجئين في جنوب بيروت

فر 100,000 فلسطيني إلى لبنان بسبب الحرب العربية الإسرائيلية عام 1948 ولم يسمح لهم بالعودة. حتى يناير/كانون الثاني 2015، كان هناك 452,669 لاجئًا مسجلًا في لبنان.
وفي دراسة أجريت عام 2007، نددت منظمة العفو الدولية "بالحالة الاجتماعية والاقتصادية المروعة" للفلسطينيين في لبنان. حتى عام 2005، كان الفلسطينيون ممنوعين من العمل في أكثر من 70 وظيفة لأنهم لا يحملون الجنسية اللبنانية، لكن خُفضت هذه الوظائف فيما بعد إلى حوالي 20 وظيفة اعتبارا من عام 2007 بعد قوانين التحرير. في عام 2010، منح الفلسطينيون نفس حقوق العمل التي يتمتع بها الأجانب الآخرون في البلاد.
منح لبنان الجنسية لحوالي 50،000 لاجئ فلسطيني مسيحي خلال خمسينيات وستينيات القرن العشرين. في منتصف تسعينيات القرن العشرين، مُنح لحوالي 60،000 لاجئ مسلم شيعي الجنسية. تسبب هذا في احتجاج من السلطات المارونية، مما أدى إلى منح الجنسية لجميع اللاجئين المسيحيين الذين لم يكونوا مواطنين بالفعل.
في عام 2010، بدأ العديد من اللاجئين الفلسطينيين في لبنان بالهجرة إلى أوروبا، بشكل قانوني وغير قانوني، كجزء من أزمة المهاجرين الأوروبيين، بسبب تدهور الظروف المعيشية هناك كجزء من الحرب الأهلية السورية. في ديسمبر 2015، أخبرت مصادر قناة الجزيرة أن آلاف الفلسطينيين كانوا يفرون إلى أوروبا عن طريق تركيا، مع فرار حوالي 4000 من مخيم عين الحلوة وحده في الأشهر الأخيرة. كان الكثيرون يصلون إلى ألمانيا بينما ذهب آخرون إلى روسيا والسويد وبلجيكا والنرويج. وجد تعداد سكاني أُكمل في يناير/كانون الثاني 2018 أن حوالي 175,000 لاجئ فلسطيني فقط يعيشون في لبنان، على عكس أرقام الأونروا السابقة التي قدرت العدد بما بين 400,000 و500,000، فضلا عن تقديرات أخرى وضعت العدد بين 260,000 و280,000.
بحسب الكاتب والباحث مضر زهران، وهو أردني من أصل فلسطيني، اختارت وسائل الإعلام أن تتجاهل عمدا أوضاع الفلسطينيين الذين يعيشون في مخيمات اللاجئين اللبنانيين، وأن "الميل إلى إلقاء اللوم على إسرائيل في كل شيء" قد وفر للقادة العرب ذريعة لتجاهل حقوق الإنسان للفلسطينيين في بلدانهم عمدا.

### سوريا
كان لدى سوريا 528,616 لاجئا فلسطينيا مسجلا في يناير/كانون الثاني 2015. كان هناك 9 مخيمات للاجئين تابعة للأونروا تضم 178,666 لاجئًا فلسطينيًا رسميًا.
نتيجة للحرب الأهلية السورية، فرت أعداد كبيرة من اللاجئين الفلسطينيين من سوريا إلى أوروبا كجزء من أزمة المهاجرين الأوروبيين، وإلى دول عربية أخرى. في سبتمبر 2015، قال مسؤول فلسطيني إنه لم يتبق سوى 200,000 لاجئ فلسطيني في سوريا، بينما فر 100,000 لاجئ فلسطيني من سوريا إلى أوروبا والباقي في دول عربية أخرى.

### المملكة العربية السعودية
يعيش ما يُقدر بنحو 240,000 فلسطيني في المملكة العربية السعودية. الفلسطينيون هم المجموعة الأجنبية الوحيدة التي لا يمكنها الاستفادة من قانون عام 2004 الذي أقره مجلس الوزراء السعودي، والذي يخول للمغتربين من جميع الجنسيات الذين أقاموا في المملكة لمدة عشر سنوات التقدم بطلب للحصول على الجنسية.

### العراق
كان هناك 34,000 لاجئ فلسطيني يعيشون في العراق قبل حرب العراق. وفي أعقاب الحرب، فر معظمهم إلى الأردن وسوريا المجاورتين، أو قتلوا. [بحاجة لمصدر] وعاش الآلاف كنازحين داخليا داخل العراق أو تقطعت بهم السبل في مخيمات على طول الحدود العراقية مع الأردن وسوريا، حيث لا يمكن لأي بلد في المنطقة أن يقبلهم، ويعيشون في مخيمات مؤقتة على طول المنطقة العازلة في المناطق الحدودية.

### بلدان أخرى
وافقت الهند على استقبال 165 لاجئا، ووصلت المجموعة الأولى في آذار/مارس 2006. وبشكل عام، لم يتمكنوا من العثور على عمل في الهند لأنهم يتحدثون العربية فقط على الرغم من أن بعضهم وجد عملا مع شركاء المفوضية غير الحكوميين. وأتيحت لهم جميعا إمكانية الوصول المجاني إلى المستشفيات العامة. ومن بين 165 لاجئا، حصل 137 منهم في وقت لاحق على تصريح لإعادة التوطين في السويد. وفي نوفمبر/تشرين الثاني 2006، منح 54 شخصًا حق اللجوء في كندا، وفي عام 2007 قُبل نحو 200 شخص لإعادة توطينهم في السويد وأيسلندا، ووافقت البرازيل على استقبال 100 شخص.
وفي عام 2009، سمح لأعداد كبيرة من هؤلاء اللاجئين بإعادة التوطين في الخارج. وقبل أكثر من 1,000 شخص من قبل بلدان مختلفة في أوروبا وأمريكا الجنوبية، وسمح بإعادة توطين 1,350 آخرين في الولايات المتحدة. سمح ل 68 آخرين بإعادة التوطين في أستراليا. ومع ذلك، فإن غالبية لاجئي فلسطين يعارضون بشدة إعادة التوطين ويريدون العودة.

## مواقف
في 11 ديسمبر 1948، ناقشت الجمعية العامة للأمم المتحدة تقرير برنادوت وأصدرت قرارًا: "ينبغي السماح للاجئين الراغبين في العودة إلى ديارهم والعيش في سلام مع جيرانهم بالقيام بذلك في أقرب وقت ممكن. "ويعاد سنويا تأكيد المادة 11 من قرار الجمعية العامة 194.

### وجهات النظر الإسرائيلية
وعدت الوكالة اليهودية الأمم المتحدة قبل عام 1948 بأن يصبح العرب الفلسطينيون مواطنين كاملي الجنسية في دولة إسرائيل، ودعا إعلان قيام إسرائيل السكان العرب في إسرائيل إلى "المواطنة الكاملة والمتساوية". وفي الواقع العملي، لا تمنح إسرائيل الجنسية للاجئين، كما تفعل مع العرب الذين ما زالوا يقيمون على حدودها. حددت خطة التقسيم لعام 1947 المواطنة على أساس الإقامة، بحيث يحصل العرب واليهود المقيمين في فلسطين ولكن ليس في القدس على الجنسية في الدولة التي يقيمون فيها. واحتج أستاذ القانون في جامعة بوسطن سوزان أكرم وعمر البرغوثي وإيلان بابيه بأن اللاجئين الفلسطينيين من الدولة اليهودية المتصورة يحق لهم الحصول على الجنسية الإسرائيلية العادية بناء على قوانين خلافة الدولة.

### الدول العربية
يعيش معظم اللاجئين الفلسطينيين إما في الضفة الغربية أو قطاع غزة، أو في "البلدان المضيفة" الثلاثة الأصلية وهي الأردن ولبنان وسوريا التي قبلت قسرًا الموجة الأولى من اللاجئين في عام 1948. وهؤلاء اللاجئون يتلقون الدعم من الأونروا. وكان العدد القليل من اللاجئين الذين استقروا في مصر أو العراق مدعوما بشكل مباشر من قِبَل حكومات تلك البلدان. على مدى العقود السبعة الماضية، هاجر عدد من اللاجئين إلى دول عربية أخرى، وخاصة دول الخليج العربية، بصفة رئيسية كمهاجرين اقتصاديين.
تباينت نظرة الدول العربية إلى اللاجئين الفلسطينيين مع مرور الوقت. وكثيرًا ما دعمت الحكومات العربية اللاجئين باسم الوحدة العربية، أو لأنها اعتبرت الفلسطينيين مصدرا مهما لرأس المال البشري الماهر لدعم تنميتها الاقتصادية. ومع ذلك، كثيرًا ما "احتقرت" الحكومات العربية اللاجئين الفلسطينيين – إما بالنظر إليهم على أنهم تهديد للتوازن الديموغرافي (كما هو الحال في لبنان)، أو بسبب "الرسالة السياسية للحرية والتحرر التي حملتها 'فلسطينيتهم'"، أو لأن الفلسطينيين في تاريخ بعض البلدان "ارتبطوا إلى حد ما بالصراع والاضطرابات".
وقد حصل اللاجئون الفلسطينيون على الجنسية في دول عربية أخرى، وعلى الأخص في الأردن. ومع ذلك، فإن منح الجنسية موضوع حساس، لأنه "غالبًا ما ينظر إليه على أنه يسمح لإسرائيل بالتهرب من مسؤوليتها تجاه اللاجئين".
وانتقد تشبيه سيد، زميل مؤسسة الدفاع عن الديمقراطيات، الدول العربية لانتهاكها حقوق الإنسان وجعل أبناء وأحفاد اللاجئين الفلسطينيين مواطنين من الدرجة الثانية في لبنان أو سوريا أو دول الخليج، وقال إن لاجئي الأونروا الفلسطينيين "يتشبثون بالوهم بأن هزيمة اليهود ستعيد لهم كرامتهم".

### وجهات النظر الفلسطينية
يطالب معظم اللاجئين الفلسطينيين بحق العودة إلى فلسطين. ونظرًا لعدم وجود بلد خاص بهم، فإن مطالبتهم تستند إلى المادة 13 من الإعلان العالمي لحقوق الإنسان، التي تنص على أن "لكل شخص الحق في مغادرة أي بلد، بما في ذلك بلده، وفي العودة إلى بلده"، على الرغم من أنه قيل إن المصطلح ينطبق فقط على مواطني ذلك البلد. رغم أن جميع أعضاء جامعة الدول العربية في ذلك الوقت (1948) - مصر والعراق ولبنان والمملكة العربية السعودية وسوريا واليمن - صوتوا ضد القرار، إلا أنهم يستشهدون أيضا بالمادة 11 من قرار الجمعية العامة للأمم المتحدة رقم 194، التي "تنص على أنه ينبغي السماح للاجئين الراغبين في العودة إلى ديارهم والعيش في سلام مع جيرانهم بالقيام بذلك في أقرب وقت ممكن، وأنه ينبغي دفع تعويض عن ممتلكات أولئك الذين يختارون عدم العودة. ومع ذلك، هناك خلاف حاليا حول ما إذا كان القرار 194 يشير فقط إلى ما يقدر بنحو 50,000 لاجئ فلسطيني متبقين من حرب فلسطين عام 1948، أو بالإضافة إلى أحفادهم المسجلين لدى الأونروا والبالغ عددهم 4,950,000 شخص. وتؤيد السلطة الوطنية الفلسطينية هذا الادعاء، وهي مستعدة للتفاوض على تنفيذه في مختلف محادثات السلام. ولدى كل من فتح وحماس موقف قوي من أجل حق العودة المزعوم، مع استعداد فتح لتقديم تنازلات بشأن هذه القضية في حين أن حماس ليست كذلك. إلا أن تقريرا في صحيفة ديلي ستار اللبنانية ذكر فيه عبد الله محمد إبراهيم عبد الله، السفير الفلسطيني في لبنان ورئيس لجنتي الشؤون السياسية والبرلمانية في المجلس التشريعي الفلسطيني، أن الدولة الفلسطينية المستقبلية المقترحة لن تقوم بإصدار جوازات سفر فلسطينية للاجئين الفلسطينيين التابعين للأونروا -حتى اللاجئين الذين يعيشون في الضفة الغربية وغزة.
وقد أجري استطلاع مستقل أجراه خليل الشقاقي في عام 2003 مع 4,500 عائلة فلسطينية لاجئة من غزة والضفة الغربية والأردن ولبنان. وأظهر أن الأغلبية (54%) ستقبل تعويضًا ماليًا ومكانًا للعيش في الضفة الغربية أو قطاع غزة بدلاً من العودة إلى المكان المحدد في إسرائيل الحديثة حيث عاشوا هم أو أجدادهم (هذا الاحتمال للتوطين متصور في القرار 194). وقالت نسبة من 10% فقط أنها ستعيش في إسرائيل لو أتيحت لها الخيار. وقال الثلث الآخر إنهم يفضلون العيش في بلدان أخرى، أو رفضوا الشروط المذكورة. ومع ذلك ، غير أن هذا الاستطلاع انتُقد باعتباره "إشكالية من الناحية المنهجية" و "مزوراً". في عام 2003، نددت ما يقرب من مئة منظمة منظمة من منظمات اللاجئين والمنظمات غير الحكومية في لبنان الدراسة الاستقصائية التي أجراها الشقاقي، حيث لم تكن أي منظمة محلية على علم بتنفيذها في لبنان.
في استطلاع للرأي أجرته المؤسسة الفلسطينية لحقوق الإنسان في 2 كانون الثاني/يناير 2005 شمل اللاجئين الفلسطينيين في لبنان:
- 96% رفضوا التنازل عن حقهم في العودة.
- أجاب 3% عكس ذلك.
- 1% لم يجيبوا.

## اتفاقات أوسلو
عند توقيع اتفاقات أوسلو في عام 1993، اعترفت إسرائيل والاتحاد الأوروبي والولايات المتحدة بمنظمة التحرير الفلسطينية كممثل شرعي للشعب الفلسطيني. وفي المقابل، اعترف ياسر عرفات بدولة إسرائيل. في ذلك الوقت، احتُفل بالاتفاقات باعتبارها إنجازًا تاريخيًا. ووفقا لهذه الاتفاقات، بدأت سلطة فلسطينية مستقلة تحكم اللاجئين الفلسطينيين، واتفق الطرفان على التفاوض على الوضع الدائم للاجئين، في وقت مبكر يعود إلى عام 1996. بيد أن الأحداث أوقفت العملية الانتقالية وجعلت احتمال قيام دولة فلسطينية ذات سيادة في المستقبل غير مؤكد. وفي تطور آخر، نشأ خلاف بين فتح في الضفة الغربية وحماس في غزة بعد فوز حماس في انتخابات 2006. ومن بين الاختلافات الأخرى، تعترف فتح رسميا باتفاقات أوسلو مع إسرائيل، في حين أن حماس لا تعترف بذلك.

### الولايات المتحدة الأمريكية
اعتبارا من أيار 2012، وافقت لجنة الاعتمادات في مجلس الشيوخ الأمريكي على تعريف اللاجئ الفلسطيني ليشمل فقط لاجئي فلسطين الأصليين الذين نزحوا فعليا بين حزيران 1946 وأيار 1948، مما أدى إلى عدد يقدر بنحو 30,000 لاجئ.

#### الكتب
- Albanese، Francesca P.؛ Takkenberg، Lex (2020). Palestinian Refugees in International Law. OUP Oxford. ISBN:978-0-19-108678-6. مؤرشف من الأصل في 2022-12-24.
- BADIL (2015). "Survey of Palestinian Refugees and Internally Displaced Persons 2013-2015". مؤرشف من الأصل في 2022-09-27.
- Esber, Rosemarie M. (2008) Under the Cover of War: the Zionist Expulsion of the Palestinians. Arabicus Books & Media (ردمك 978-0-9815131-7-1)
- Gelber, Yoav (2006). Palestine 1948. Sussex Academic Press. (ردمك 1-84519-075-0).
- Gerson, Allan (1978). Israel, the West Bank and International Law. Routledge. (ردمك 0-7146-3091-8)
- Gunness، Chris (2011). "Exploding the myths: UNRWA, UNHCR and the Palestine refugees". Ma'an News Agency. مؤرشف من الأصل في 2023-02-23.
- McDowall, David (1989). Palestine and Israel: The Uprising and Beyond. I.B.Tauris. (ردمك 1-85043-289-9).
- Morris, Benny (2003). The Birth of the Palestinian Refugee Problem Revisited. Cambridge: مطبعة جامعة كامبريدج. (ردمك 0-521-00967-7)
- Morris, Benny, 1948: A History of the First Arab-Israeli War, (2009) Yale University Press. (ردمك 978-0-300-15112-1)
- Reiter, Yitzhak, National Minority, Regional Majority: Palestinian Arabs Versus Jews in Israel (Syracuse Studies on Peace and Conflict Resolution), (2009) Syracuse Univ Press (Sd). (ردمك 978-0-8156-3230-6)
- Pappe, Ilan (2006). The Ethnic Cleansing of Palestine, London and New York: Oneworld, 2006. (ردمك 1-85168-467-0)
- Segev, Tom (2007) 1967 Israel, The War and the Year that Transformed the Middle East Little Brown (ردمك 978-0-316-72478-4)
- Seliktar, Ofira (2002). Divided We Stand: American Jews, Israel, and the Peace Process. Praeger/Greenwood. (ردمك 0-275-97408-1)
- Tovy, Jacob (2014). Israel and the Palestinian Refugee Issue: The Formulation of a Policy, 1948–1956. Routledge.
- UNDPI (2008). "The Question of Palestine and the United Nations" (PDF). DPI/2499. مؤرشف من الأصل (PDF) في 2023-04-17.
- UNRWA؛ UNHCR (2007). "The United Nations and Palestinian Refugees" (PDF). مؤرشف من الأصل (PDF) في 2022-11-10.
- Bowker، Robert (2003). Palestinian Refugees: Mythology, Identity, and the Search for Peace. Lynne Rienner Publishers. ISBN:978-1-58826-202-8. مؤرشف من الأصل في 2023-04-16.
- Rosemarie M. Esber (2008). Under the Cover of War: The Zionist Expulsion of the Palestinians. Arabicus Books & Media. ISBN:978-0-9815131-7-1. مؤرشف من الأصل في 2023-05-01.
- Dumper، Michael (2006). "Introduction". Palestinian Refugee Repatriation: Global Perspectives. Taylor & Francis. ISBN:978-0-415-38497-1. مؤرشف من الأصل في 2021-08-05.
- Chiller-Glaus، Michael (2007). Tackling the Intractable: Palestinian Refugees and the Search for Middle East Peace. Peter Lang. ISBN:978-3-03911-298-2. مؤرشف من الأصل في 2021-08-05.
- Morris، Benny (2001). Righteous Victims: A History of the Zionist–Arab conflict, 1881–2001 (ط. 1st Vintage Books). New York: Vintage Books. ص. 252–258. ISBN:978-0-679-74475-7.

#### أخرى
- Goldberg، Ari Ben (25 مايو 2012). "US Senate dramatically scales down definition of Palestinian 'refugees'". The Times of Israel. مؤرشف من الأصل في 2023-02-22. اطلع عليه بتاريخ 2020-11-11.
- "Palestine refugees". UNRWA. UNRWA. مؤرشف من الأصل في 2023-03-06. اطلع عليه بتاريخ 2020-11-11.
- "Frequently asked questions". UNRWA (بالإنجليزية). Archived from the original on 2023-02-10. Retrieved 2020-08-09.
- "A/RES/194 (III) of 11 December 1948". unispal.un.org. UNISPAL. مؤرشف من الأصل في 2023-01-10.

## روابط خارجية
- UNRWA Palestinian refugee statistics
- Google map of 58 UNRWA camps with descriptions and photos
- UN refugee agency unveils Palestinian archive